# Andrew Luck
Andrew Austen Luck (Washington, D.C., 12 de setembro de 1989) é um ex-jogador de futebol americano que atuava na posição de quarterback pelo Indianapolis Colts na National Football League. Antes de se profissionalizar, ele jogou pela Universidade de Stanford. Em 2011, ele ganhou os prêmios Maxwell Award e Walter Camp Award de "Melhor Jogador de Futebol Americano Universitário dos Estados Unidos". Ele também foi eleito First Team All America. Ele concorreu ao Heisman Trophy em 2010 e 2011. Ele ainda foi eleito Jogador Ofensivo do Ano na conferência Pac-12 (Pac-10) tanto em 2010 quanto em 2011. O analista da CBS Sports Rob Rang chamou Luck de o melhor prospecto que ele já viu, enquanto o analista do jornal Kansas City Star o colocou ao lado de LeBron James e Bryce Harper como "os atletas mais sensacionais na memória recentes dos esportes".
Luck foi projetado como a primeira escolha no Draft de 2011 da NFL, mas ele acabou retornando para mais um ano na universidade. Em maio de 2011, Luck foi novamente visto pelos especialistas como a provavel primeira escolha no Draft de 2012. Alguns fãs começaram então a pedir para que seus times perdessem de propósito (o chamado "suck for Luck"), já que o time de pior campanha da temporada pode escolher primeiro no Draft. O Indianapolis Colts acabou vencendo a "disputa pelo Luck" depois de ter uma campanha de 2 vitórias e 14 derrotas e então selecionou o jogador na primeira rodada do Draft de 2012 da NFL. Como jogador, foi conhecido por seu braço forte e mobilidade. Luck anunciou sua aposentadoria da NFL em agosto de 2019, aos 29 anos de idade e sete anos na liga, citando uma série de contusões que atrapalharam sua carreira.

## Começo da vida
Andrew nasceu em 12 de setembro de 1989 em Washington, D.C, filho de Oliver Luck, um ex jogador de futebol americano (na posição de quarterback pela Universidade de West Virginia e pelo Houston Oilers) e executivo vice-presidente de assuntos regulamentares da NCAA, e Kathy (née Wilson) Luck.
Oliver Luck foi gerente-geral de dois times da World League of American Football antes de ser presidente desta liga. Assim, Andrew passou parte de sua infância na Europa, mais precisamente em Londres e Frankfurt. Ele é o mais velho de quatro filhos, incluindo duas irmãs, Mary Ellen e Emily, e seu irmão Addison. Mary Ellen se formou em Stanford e jogou voleibol, Emily atualmente estuda lá também e Addison viveu por muitos anos em Morgantown, Virgínia Ocidental, antes de se mudar para Indianápolis. Em Londres e em Frankfurt, Luck estudou em colégios internacionais. Tendo crescido na Inglaterra, Andrew adquiriu um gosto por futebol (soccer). Embora acreditassem que ele torcia para o Arsenal ou o Tottenham, Luck afirmou que ele apoiava equipes na Premier League que tinham americanos jogando no elenco. Luck afirmou ainda que o Houston Dynamo era de fato seu time do coração devido aos laços do seu pai com esse clube.
A família Luck retornou para o Texas quando Oliver Luck foi nomeado diretor executivo do Harris County-Houston Sports Authority. Em Houston, na sua adolescência, Andrew estudou na Stratford High School, onde lançou para 7 139 jardas e 53 touchdowns, correndo também para 2 085 jardas. Listado como um dos melhores prospectos das escolas americanas, Luck foi indicado como um dos principais quarterbacks da classe de 2008. Nesse ano, ele jogou o U.S. Army All-American Bowl, um jogo altamente cotado, reunindo alguns dos melhores atletas do final do ensino médio nos Estados Unidos. Após se formar, foi disputado por várias universidades; Luck acabou escolhendo Stanford, sendo recrutado pessoalmente pelo técnico Jim Harbaugh, preterindo grandes faculdades como Northwestern, Purdue e Virgínia.

## Faculdade
Após aceitar uma bolsa de estudos esportiva na Stanford University, Luck jogou pelos treinadores Jim Harbaugh e David Shaw no time da faculdade, o Cardinal football, de 2008 a 2011.

### 2009

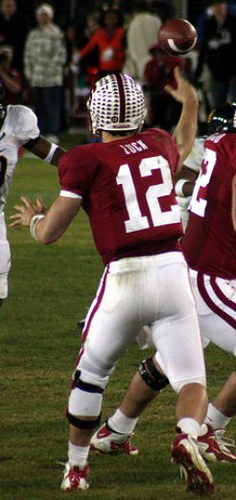
Andrew Luck no Big Game contra Cal em 2009

Após ficar sem jogar na temporada de 2008, seu primeiro ano na faculdade, Luck se tornou o quarterback titular para 2009 sobre o veterano Tavita Pritchard, se tornando o primeiro novato a ganhar a posição de titular em Stanford desde Chad Hutchinson em 1996. Na sua primeira temporada, Andrew levou o Cardinal a vitória sobre times de ponta, como Oregon e USC, conquistando sua classificação para o Sun Bowl de 2009. Mesmo atuando num ataque voltado para o jogo terrestre contando com atletas como Toby Gerhart (que havia concorrido ao Heisman Trophy), Luck lançou para 2 575 jardas. Ele acumulou 2 929 jardas totais de ataque, a quinta melhor marca da história de Stanford. Ele liderou a conferência Pac-10 em eficiência de passe com um rating de 143,5 e terminou em segundo na Pac-10 em jardas totais.
Luck machucou um dedo na ultima partida da temporada regular do Cardinal contra Notre Dame. Ele passou por uma cirurgia antes do Sun Bowl e não jogou naquela importante partida.

### 2010
Em 2010, Luck emergiu como um dos melhores jogadores da nação, segundo análises. Ele foi nomeado como o Jogador de Ataque do Ano pela Pac-10 e foi unanimemente escolhido como All-Pac-10 First Team. Luck liderou Stanford a uma campanha de doze vitórias e apenas uma derrota e conquistou o título do Orange Bowl, onde ele foi nomeado MVP após lançar para 4 touchdown na vitória de Stanford por 40 a 12 sobre Virginia Tech. Luck liderou a Pac-10 em eficiência de passe pelo segundo ano seguido com um quarterback rating de 170,2. Ele ainda liderou a conferência com 3 791 jardas totais, passando para 3 338 jardas e anotando 32 touchdowns (recordes da universidade, superando nomes consagrados como John Elway e Steve Stenstrom). Andrew ainda correu para 453 jardas, um recorde para quarterbacks de Stanford, com três corridas para mais de 50 jardas.

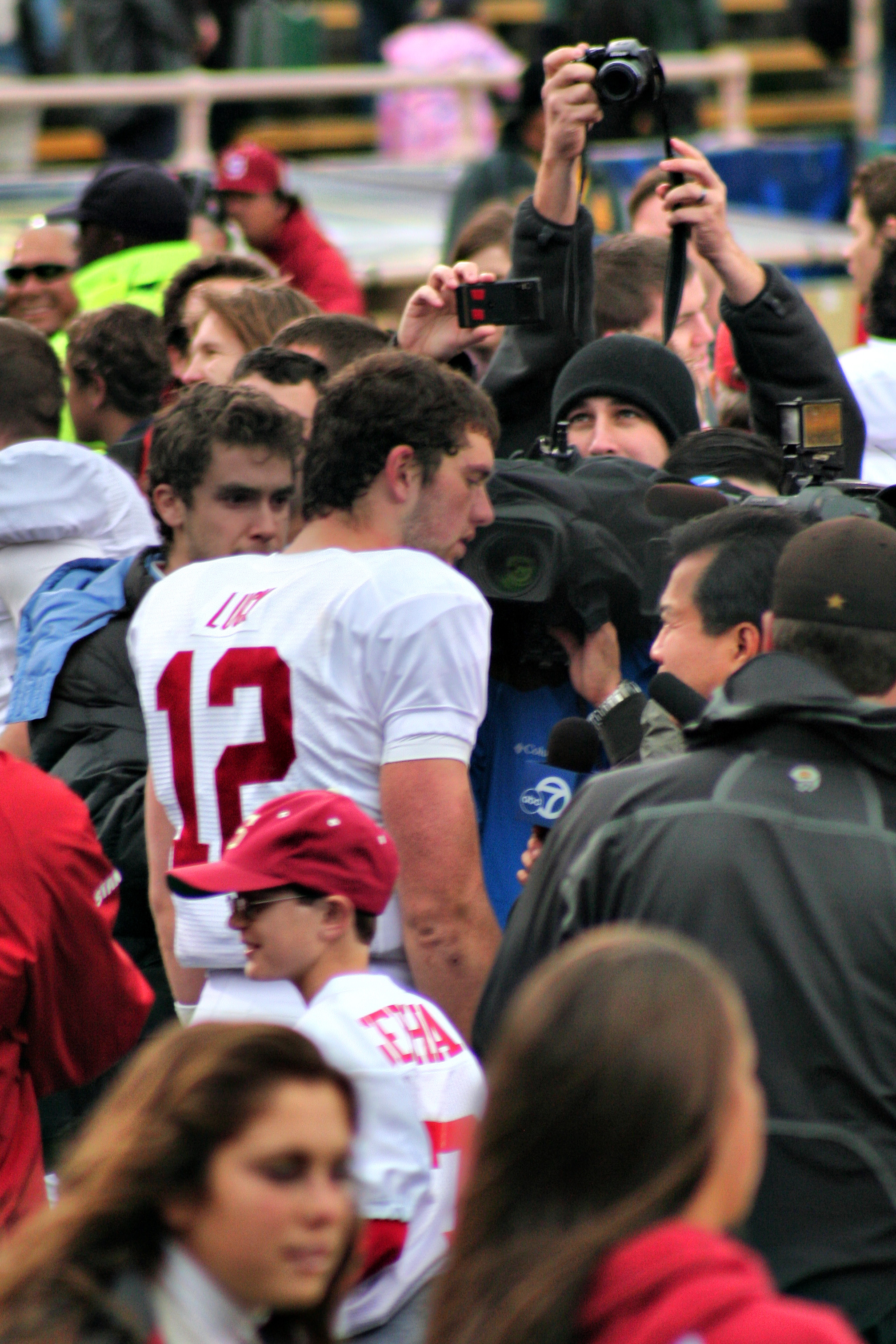
Andrew Luck jogando por Stanford em 2010

Luck terminou a temporada de 2010 com mais dois anos de elegibilidade sobrando. Ele podia ter preterido seu último ano na faculdade e ter ido direto para o Draft de 2011 da NFL, mas preferiu ficar em Stanford para completar sua graduação. Na época, ele já era visto por analistas como um dos melhores prospectos para quarterback no futebol americano universitário no país. Em dezembro de 2010, Sporting News projetou que Andrew Luck teria sido a primeira escolha do Draft de 2011, se tivesse entrado.

### 2011
Em 2011, Luck liderou Stanford a onze vitórias em doze jogos, garantindo sua participação na BCS, com os melhores times das divisões da NCAA, se classificando para o Fiesta Bowl, sendo ranqueado como o sétimo melhor time da nação. Luck ganhou os prêmios Maxwell Award e Walter Camp Award. Ele concorreu naquele ano ao Heisman Trophy (prêmio de melhor jogador universitário) pelo segundo ano seguido, terminando em segundo lugar na votação. Ainda foi nomeado First Team All America (pela AFCA, Walter Camp Football Foundation, ESPN.com e Pro Football Weekly). Luck foi escolhido Jogador de Ataque do Ano na conferência Pac-12 pela segunda vez, se tornando apenas o quinto jogador a conquistar tal feito (junto com John Elway, Charles White, Reggie Bush e Rueben Mayes). Luck estabeleceu vários recordes em Stanford, como, por exemplo, atingindo a marca de 82 touchdowns e 10 387 jardas lançadas na carreira universitária. Andrew também lançou para 37 touchdowns num ano, a melhor marca da história da faculdade. Luck liderou Stanford a 31 vitórias (81% de aproveitamento), a melhor performance por um quarterback na universidade. Seu índice de eficiência como QB (rating de 162,8) e sua porcentagem de passes completados (de 67%) também foram as melhores marcas de Stanford. Em uma temporada, completou 71% dos seus passes, um recorde na Pac-12. Em 2011, Luck foi votado como um dos melhores atletas universitários dos Estados Unidos.
Após recusar entrar no Draft da NFL em 2011, Luck continuou na universidade para terminar sua graduação, segundo ele como escolha pessoal. Se formou com um diploma em projeto arquitetônico na Faculdade de Engenharia de Stanford, com notas acima da média.
Estatísticas
| 2009  | 162 | 288   | 2 575 | 56,3% | 13 | 4  | 143,5 | 61  | 354 | 5,8 | 31 | 2 | 1 | 11 | 11,0 | 2 929  |
| 2010  | 263 | 372   | 3,338 | 70,7% | 32 | 8  | 170,2 | 55  | 453 | 8,2 | 58 | 3 | 0 | 0  | 0    | 3 791  |
| 2011  | 288 | 404   | 3 517 | 71,3% | 37 | 10 | 169,7 | 47  | 150 | 3,2 | 17 | 2 | 1 | 13 | 13,0 | 3 667  |
| Total | 713 | 1 064 | 9 430 | 67%   | 82 | 22 | 162,8 | 163 | 957 | 5,9 | 58 | 7 | 2 | 24 | 12,0 | 10 387 |

- Fonte: Sports-Reference.com (em inglês)

## NFL

### Draft
Em setembro de 2010, Tony Pauline da Sports Illustrated (SI) considerou Luck como "o prospecto universitário de quarterback mais preparado para a NFL." Após um segundo ano com excelentes números na faculdade, Luck foi projetado como a eventual primeira escolha para o Draft de 2011, mas ele retornou para mais um ano em Stanford. Para 2012, novamente foi cotado para a primeira escolha no Draft. Pauline, da SI, descreveu ainda Luck como "o melhor [prospecto de] quarterback desde Peyton Manning" em 1998, enquanto Mel Kiper Jr. da ESPN afirmou que ele era, na verdade, o melhor prospecto desde John Elway em 1983. Robert Griffin III era outro quarterback com números impressionantes. Ele havia ganho o Heisman Trophy de melhor jogador universitário e passou a disputar com Luck o status de unanimidade no Draft.
Durante o restante da temporada da NFL de 2011, vários fãs iniciaram uma campanha para que seus times perdessem jogos de propósito para poder terem uma escolha alta no Draft e tentar recrutar Andrew (no chamado "Suck for Luck"). Em meados daquele ano, a primeira escolha parecia que iria ir para o Miami Dolphins. O ex quarterback do time, Dan Marino, criticou a equipe e afirmou que "Suck for Luck" não valia a pena. Em 2011, o Indianapolis Colts estava tendo uma temporada sofrível devido a contusão do seu QB titular, Peyton Manning, terminando com uma campanha de duas vitórias e quatorze derrotas, ficando em último lugar na liga, garantindo a primeira escolha no Draft.
Em 24 de abril de 2012, após muita especulação, o general manager dos Colts, Ryan Grigson, anunciou que o time escolheria Luck na primeira rodada do Draft. A decisão foi confirmada no dia da seleção, em 26 de abril. Luck foi o quarto quarterback de Stanford a ser selecionado em primeiro lugar num Draft da NFL, ao lado de Bobby Garrett em 1954, Jim Plunkett em 1971 e Elway em 1983 (este que também tinha sido selecionado pelos Colts).

### Indianapolis Colts

#### 2012
Em 24 de abril, o general manager dos Colts, Ryan Grigson, anunciou que o time iria escolher Luck como sua primeira escolha na seleção universitária. Em 26 de abril de 2012, o Indianapolis Colts selecionou Andrew Luck na primeira escolha do Draft de 2012 da NFL. Em 19 de julho de 2012, Luck assinou um contrato de quatro anos com os Colts por US$22 milhões de dólares. Isso fez do jogador o quarto quarterback que o time teve nas últimas duas temporadas.

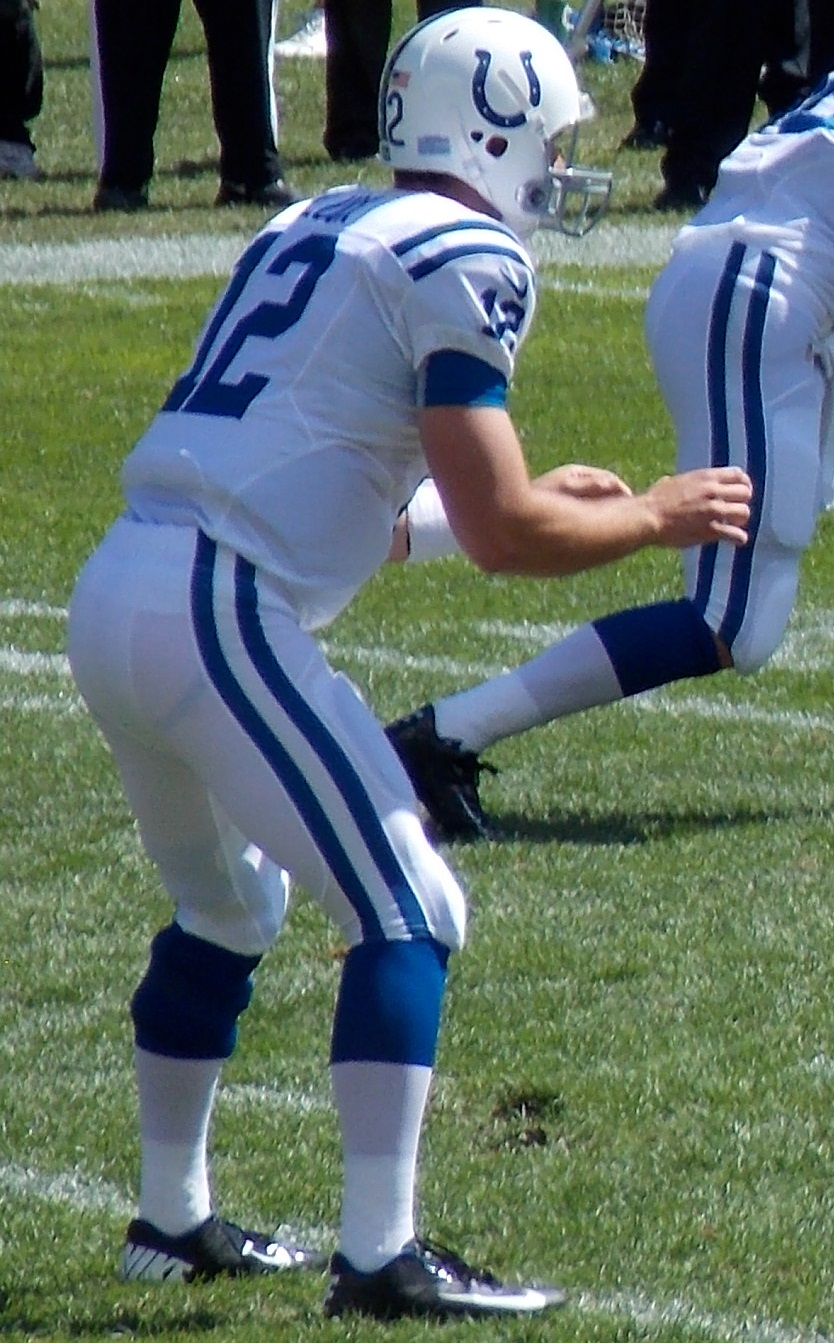
Luck em uma partida contra o Chicago Bears em seu primeiro jogo como profissional na NFL

Em sua estreia como profissional pelos Colts, em um jogo de pré-temporada contra o St. Louis Rams, o primeiro passe de Luck na NFL acabou sendo uma recepção de 63 jardas para touchdown para o running back Donald Brown. Ele também marcou outro TD para o recebedor Austin Collie. No seu segundo jogo de pré-temporada, uma derrota por 26 a 24 frente ao Pittsburgh Steelers, Luck jogou todo o primeiro tempo e marcou um TD terrestre, além de duas interceptações.
No primeiro jogo da temporada regular de 2012, Andrew Luck lançou a primeira interceptação da carreira contra o Chicago Bears, feita pelo defensor Tim Jennings. Já seu primeiro passe para touchdown como profissional foi para o recebedor Donnie Avery. Ao termino do jogo, Luck completou 23 de 45 passes para 309 jardas, anotou um touchdown e sofreu três interceptações, na derrota de seu time por 41 a 21. Na semana seguinte, contra o Minnesota Vikings, Luck lançou para 224 jardas e mais dois touchdowns sem cometer qualquer turnover. Além disso, esta foi a primeira vitória dele na NFL, após ele conduzir o primeiro game winning drive (campanha para a vitória) da carreira. Antes da semana 5, contra o Green Bay Packers liderados pelo MVP da temporada anterior, Aaron Rodgers, o técnico de Indianapolis, Chuck Pagano, foi diagnosticado com leucemia e por isso teve que se afastar das atividades do clube. Tomados por uma onda de solidariedade ao seu treinador (em um movimento conhecido como "CHUCKSTRONG"), Luck conseguiu seu segundo game winning drive lançando um passe para TD para o recebedor Reggie Wayne, com 35 segundos restantes no relógio para assegurar a vitória dos Colts sobre os Packers. As 362 jardas de Andrew naquela partida acabou por quebrar o recorde da franquia de maior quantidade de jardas lançadas por um QB calouro até aquele momento. A virada, após estar perdendo por 18 pontos, também foi a melhor marca na NFL para um quarterback calouro desde Matthew Stafford, que havia estreado na liga em 2009. Luck completou 31 de 55 passes para 362 jardas e fez 3 touchdowns (2 passando e 1 correndo). Esta também foi a primeira vitória fora de casa do jogador. Na semana 8, ele ajudou seu time a derrotar o Tennessee Titans, fora de casa, com um touchdown para o running back Vick Ballard, dando aos Colts uma vitória por 19 a 13 na prorrogação. No confronto seguinte, contra o Miami Dolphins, Luck lançou para 433 jardas, estabelecendo um novo recorde de mais jardas agregadas por um QB novato na história da liga (passando Cam Newton e as 432 jardas que ele conseguiu contra o Green Bay Packers em 2011). Luck enviou a camisa que ele usou na partida contra o Dolphins para o Pro Football Hall of Fame (o salão da fama do esporte). Nesse jogo, Luck lançou para 273 jardas no primeiro período da partida e eventualmente passou o recorde estabelecido por Peyton Manning, antigo quarterback do time, de maior quantidade de jogos com 300 ou mais jardas na sua primeira temporada.
Na semana 13 da temporada, em uma partida fora de casa contra o Detroit Lions, Luck e os Colts viam-se perdendo por 33-28 faltando um pouco mais de um minuto no relógio (1:07). Ele conseguiu levar Indianapolis até a linha de 14 jardas do campo do Lions e, enfrentando uma 4ª decida faltando 3 segundos, ele conseguiu conectar um passe para o WR Donnie Avery que anotou o touchdown da vitória, no momento que Luck descreveu como "o melhor de sua temporada de estréia". Esta vitória deu ao jovem quarterback 8 vitórias na temporada até então - a maior quantidade conquistada por um QB selecionado como a primeira escolha num draft na história da NFL, além de ter sido o quinto game-winning drive dele no ano, empatando Vince Young e Ben Roethlisberger entre quarterback novatos (ele mais tarde quebraria esse recorde). Em 23 de dezembro de 2012, em um jogo contra o Kansas City Chiefs, Andrew quebrou o recorde da liga de maior quantidade de jardas lançadas por um calouro numa temporada. Andrew Luck terminou seu primeiro ano na NFL com 4 374 jardas aéreas, e também anotou 23 touchdowns e sofreu 18 interceptações.

#### 2013
Em 2013, Luck se uniu novamente ao seu velho coordenador ofensivo dos tempos de Stanford, Pep Hamilton. Na primeira semana, em um jogo contra o Oakland Raiders, ele orquestrou uma virada no último período ao marcar um touchdown de 20 jardas correndo com a bola na vitória por 21 a 17. Já na partida seguinte, veio uma derrota para o Miami Dolphins, mas em seguida conseguiram uma vitória sobre o San Francisco 49ers, que era comandado pelo seu ex treinador de faculdade, Jim Harbaugh. Na semana 4, veio uma fácil vitória sobre o Jacksonville Jaguars por 37 a 3. Com isso, Luck conseguiu 14 vitórias nos seus primeiros 20 jogos em temporada regular, empatando a marca de John Elway de melhor performance no começo da carreira.

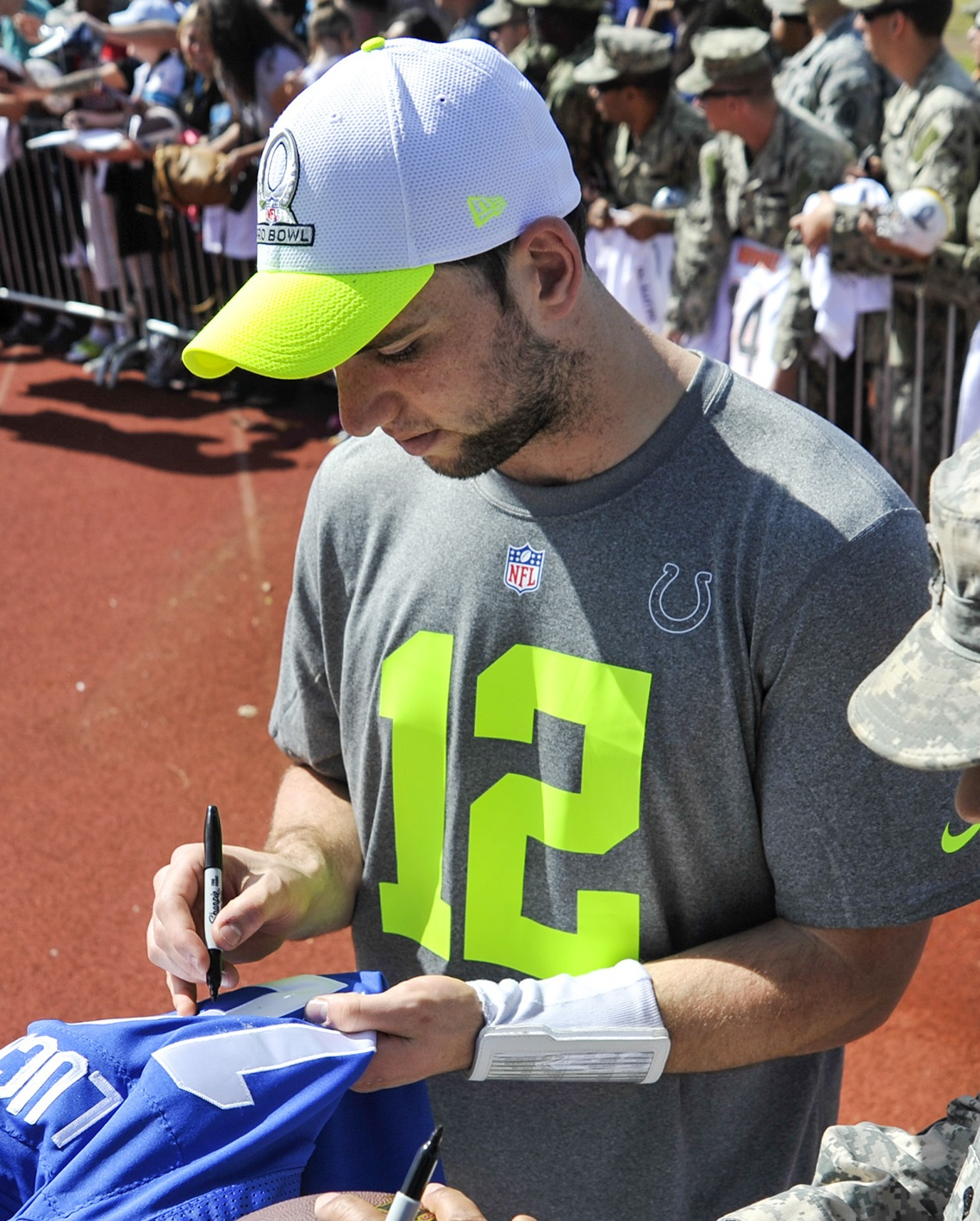
Luck assinando autógrafos durante o Pro Bowl de 2014

Em 6 de outubro, Andrew liderou os Colts a uma vitória por 34 a 28 contra o até então invicto Seattle Seahawks. Ele também orquestrou sua nova virada no último período na carreira. O time viajou, na semana seis, até San Diego, no Monday Night Football, o primeiro jogo de Luck no primetime de segunda-feira. Indianápolis foi dominado em termos de posse de bola e acabou perdendo por 19 a 9. Na rodada seguinte, em um dos jogos mais aguardados do ano, Peyton Manning (quarterback que Luck substituiu nos Colts) retornou ao Lucas Oil Stadium para jogar no domingo a noite. Andrew liderava o placar no intervalo por 26 a 14 e conseguiu manter a liderança no fim do jogo e garantir a vitória por 39 a 33, com Luck acertando 21 de 38 passes para 228 jardas e 3 passes para touchdown e mais um TD terrestre, sem sofrer interceptações. Após este jogo, ele foi eleito "Jogador Ofensivo da Semana na AFC" pela segunda vez na carreira. Contra o Houston Texans, no começo de dezembro, Luck orquestrou mais uma virada no quarto período, marcando 15 pontos no último quarto para garantir a vitória do seu time por 27 a 24. Ele lançou nesta partida 3 touchdowns, todos para o jogador T. Y. Hilton, e terminou o jogo 271 jardas, sem cometer erros. Na semana 14, os Colts garantiram o título da divisão pela primeira vez sobre a liderança de Luck e também foi o primeiro time a faze-lo naquele ano. Na rodada seguinte, o time enfrentou o Kansas City Chiefs e Luck lançou para 241 jardas e ainda fez 1 touchdown na vitória importante do seu time por 23 a 7. Na última semana, Andrew quebrou o recorde do jogador Cam Newton, dos Panthers, com a maior quantidade de jardas conquistadas nas primeiras duas temporadas da carreira, com suas 8 196 jardas (Newton tinha 7 920 jardas).
Luck então jogou sua primeira partida em casa nos playoffs em 4 de janeiro de 2014, contra os Chiefs. Os Colts começaram o jogo perdendo por 28 pontos, mas Andrew liderou uma virada histórica no último quarto, sendo sacramentado com um TD de 64 jardas para o recebedor T. Y. Hilton, e venceram a partida por 45 a 44. O jogador completou 29 passes para 433 jardas e 4 touchdowns, orquestrando assim a maior virada na história dos playoffs da NFL. Indianápolis perdeu, por 43 a 22, na semana seguinte para New England Patriots na rodada de divisão. Luck lançou para 331 jardas, anotou dois touchdowns mas cometeu quatro interceptações.

#### 2014
A abertura da temporada de 2014, os Colts enfrentaram seu antigo quarterback Peyton Manning. Luck lançou para 370 jardas, dois 2 touchdowns e 2 interceptações. No jogo, Indianapolis perdia por vinte e quatro pontos e conseguiram reverter parte do deficit para um placar de 31 a 24 mas acabaram perdendo. Na semana seguinte veio outra derrota, desta vez para o Philadelphia Eagles, onde Andrew passou para 3 TDs, ultrapassando a quarta melhor marca da franquia de mais touchdowns lançados com a camisa do time, que pertencia a Jim Harbaugh. Para evitar uma terceira derrota consecutiva pela primeira vez na carreira, Luck completou 31 de 39 passes para 370 jardas e marcou 4 touchdowns contra Jacksonville na vitória de 44 a 17. Ele foi então nomeado o melhor jogador de ataque da semana.

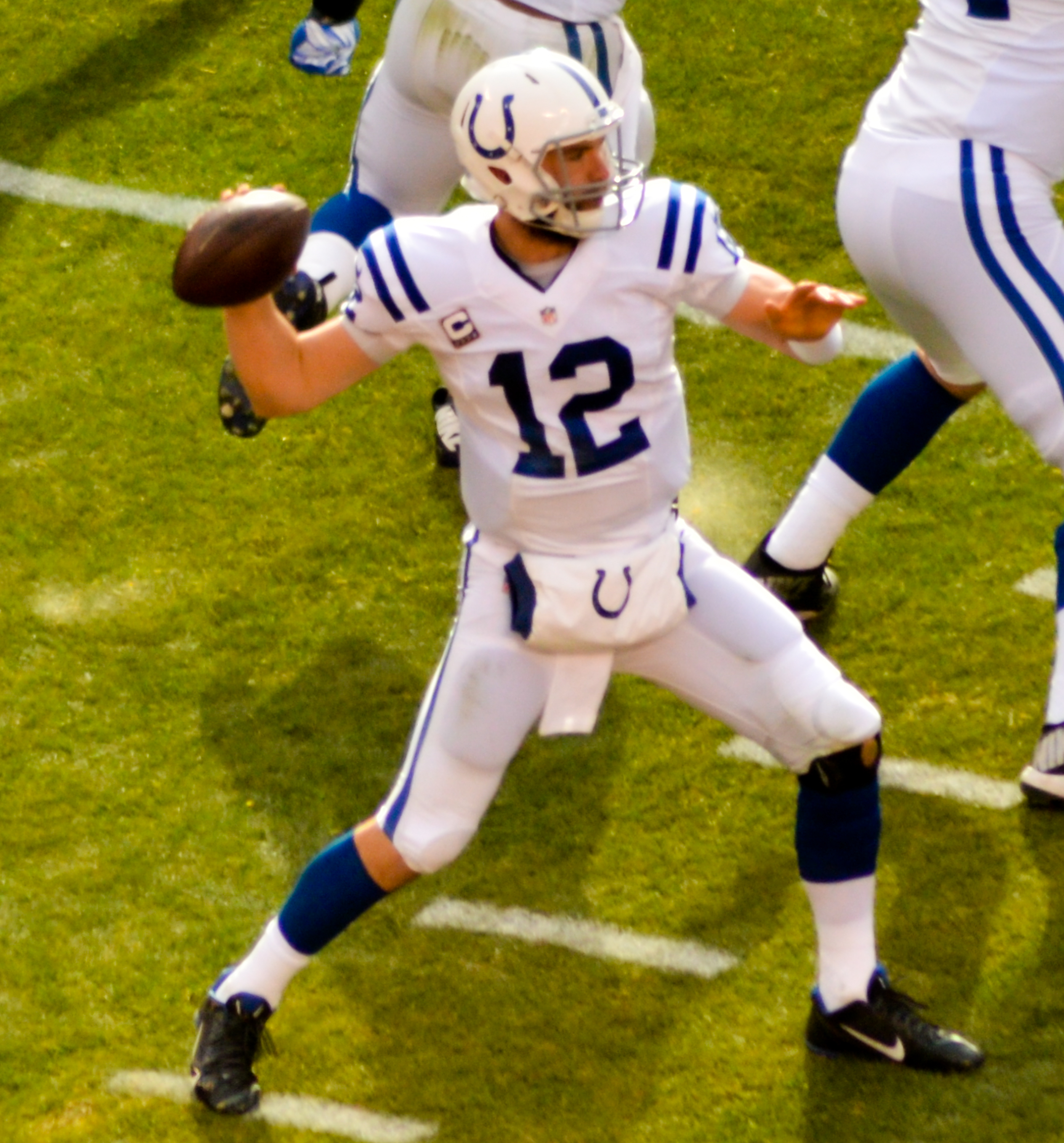
Luck em uma partida contra os Browns, durante a temporada de 2014

Na semana 4, em uma vitória sobre o Tennessee Titans, Luck se tornou o primeiro quarterback na história da NFL a lançar para 370 jardas ou mais, 4 touchdowns e completar pelo menos 70% ou mais dos passes em duas partidas seguidas. Na semana seguinte veio outra triunfo, desta vez contra o Baltimore Ravens, com mais uma performance de Andrew. Então, no Thursday Night Football, ele teve seu quarto jogo seguido com pelo menos 300 jardas na vitória sobre Houston por 33 a 28. Até a semana 6, Luck tinha lançado para 1 987 jardas e feito 17 touchdowns, sendo o lídar da NFL nestes dois quesitos (e ainda foi a melhor marca de sua carreira até então).
Luck continuou com a boa performance no ano com uma bela partida contra o Cincinnati Bengals, passando das 300 jardas pelo quinto jogo seguido, empatando o recorde da franquia que pertencia a Peyton Manning. Na vitória sobre os Bengals por 27 a 0, ele terminaria com 344 jardas aéreas e 2 touchdowns. Em uma partida contra o New York Giants, na semana 9, onde ele lançou quatro TDs, Andrew se tornou o primeiro jogador naquele ano a passar das 3 000 aéreas. No começo de dezembro, Luck lançou para cinco touchdowns (melhor marca da carreira até então) em uma vitória sobre o Washington Redskins. Ele se tornaria também o primeiro QB a passar das 4 000 jardas em 2014. No dia, ele foi nomeado AFC Offensive Player of the Month (Jogador de Ataque do Mês) em novembro devido a sua performance de 1 280 jardas passadas, 12 TDs, com um rating de 112,0. Na semana seguinte, Luck passou para 294 jardas e ainda lançou o touchdown decisivo para T. Y. Hilton para dar a vitória ao seu time sobre o Cleveland Browns por 25 a 24. Na última rodada, ele quebrou o outro recorde da franquia que pertencia a Peyton Manning, o de maior quantidade de jardas lançadas em uma única temporada com a camisa do time (foram 4 761 jardas). Além disso, ele também se tornou o oitavo quarterback na história da NFL a lançar para 40 ou mais touchdowns em uma única temporada.
Apesar dos muitos erros, Luck conseguiu levar os Colts para os playoffs pelo terceiro ano seguido. Além do título de divisão, Andrew também foi nomeado para o Pro Bowl novamente. No primeiro jogo da pós-temporada, Indianapolis venceu o Cincinnati Bengals na repescagem, por 26 a 10, com Luck completando 31 de 44 passes para 376 jardas e 1 touchdown. Nos playoffs de divisão, na rodada seguinte, os Colts iriam enfrentar o Denver Broncos, time capitaneado por Peyton Manning, ex líder da franquia. Superando as expectativas, Andrew liderou seu time a vitória por um placar de 24 a 13. Na partida seguinte, na final de conferência, os Colts acabaram sendo eliminados após uma péssima performance do seu quarterback. Luck encerrou a temporada de 2014 com bons números, mas também muitos erros, algo que ele prometeu que corrigiria.

#### 2015

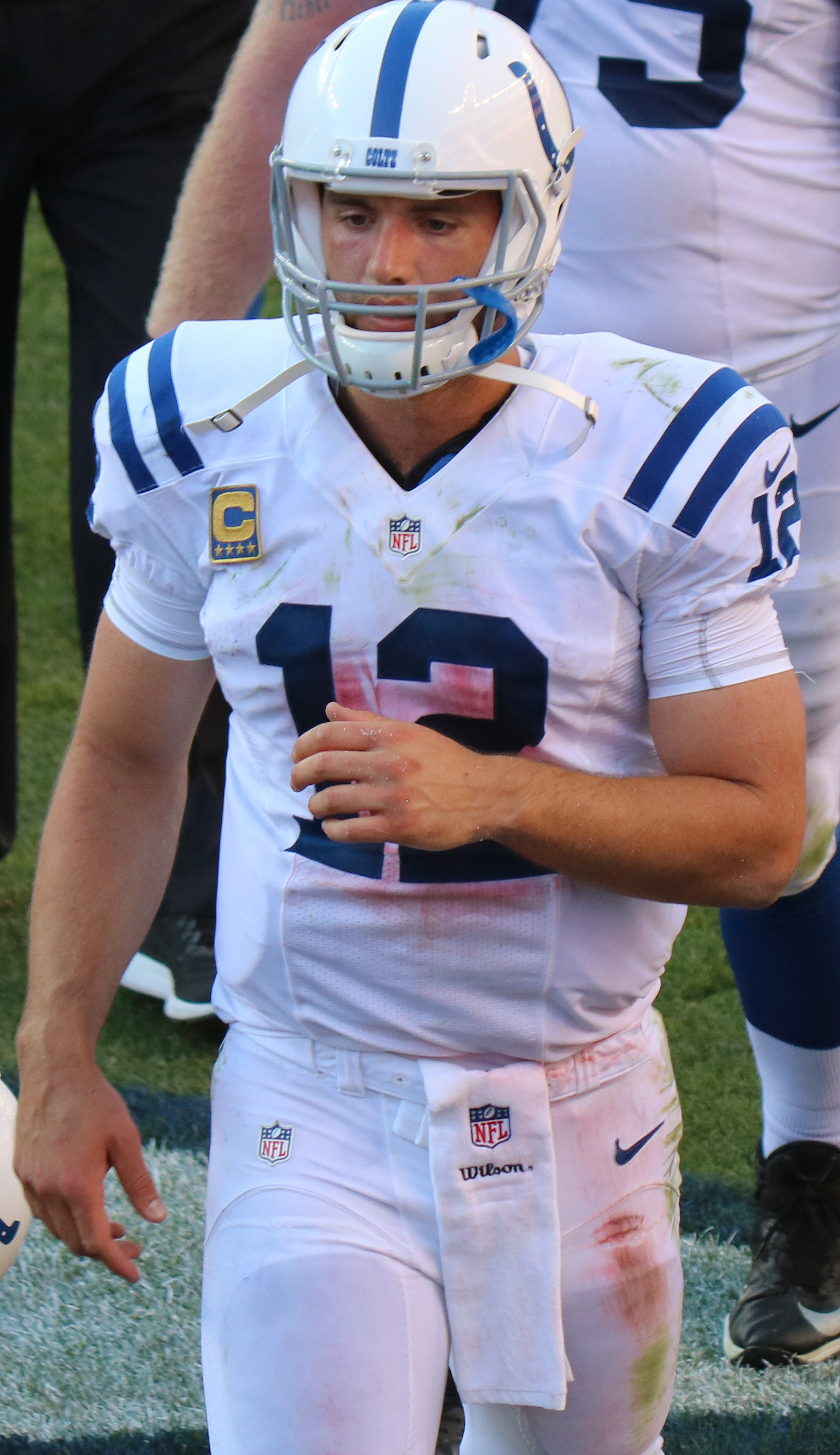
Andrew Luck em 2016 com os Colts

Em 9 de abril de 2015, os Colts anunciaram que para a nova temporada, eles iriam exercer a clausula contratual de Luck para automaticamente renovar seus laços com o time por mais um ano. O ano começou lento. Nas semanas 4 e 5, Andrew perdeu pela primeira vez na carreira dois jogos seguidos devido a um ombro machucado. Seu reserva, Matt Hasselbeck, entrou em seu lugar e venceu estas partidas. Luck retornou para o time em 18 de outubro na derrota de 34 a 27 para o New England Patriots. Em 2 de novembro, ele conseguiu reverter uma defasagem de 17 pontos contra o Carolina Panthers, mas cedeu uma interceptação e os Colts perderam na prorrogação.
Em 10 de novembro, foi anunciado que Luck perderia de duas a três semanas por causa de um rim lacerado e um músculo abdominal parcialmente rasgado, numa contusão no quarto período sofrido na derrota contra o Denver Broncos dois dias antes. Contudo, o processo de recuperação foi mais lento do que o esperado e ele acabou perdendo o resto da temporada. Assim, os Colts acabaram não se classificando para os playoffs, com uma campanha de 8 vitórias e 8 derrotas. Esta era a primeira vez que o time não iria para a pós temporada desde que Luck chegou em Indianapolis quatro anos antes.

#### 2016
Em 29 de junho de 2016, antes do começo da temporada daquele ano, os Colts anunciaram que tinham assinado uma extensão contratual com Andrew Luck de seis anos por US$ 140 milhões de dólares, sendo US$ 87 milhões garantidos, fazendo dele o jogador mais bem pago da liga naquele período.
A temporada começou lenta para os Colts e para Luck, perdendo seis dos primeiros onze jogos. Já na semana 13, em uma vitória por 41 a 10 sobre o New York Jets, Luck lançou para 278 jardas e quatro touchdowns, em uma de suas melhores partidas, lhe rendendo o prêmio de Jogador Ofensivo da Semana na AFC.
Ao final do ano de 2016, Luck lançou para 4 240 jardas e 31 touchdowns, completando 63,5% dos seus passes (a melhor marca da carreira até então), apesar de ter perdido um jogo devido a uma concussão. Logo após o término da temporada, Luck passou por uma complicada cirurgia no ombro direito. Ele reclamava de dores naquela região desde 2015.

#### 2017
Após completar sua cirurgia no ombro durante a inter-temporada, Luck acabou ficando de fora dos treinamentos e da pré-temporada. Após muita especulação, foi anunciado que ele iria perder toda a temporada regular devido a complicações na recuperação. Scott Tolzien começou a temporada como titular contra o Los Angeles Rams, mas o recém adquirido Jacoby Brissett assumiu a posição de QB principal na partida seguinte. Após mais uma derrota na semana 4 contra o Seattle Seahawks, o general manager Chris Ballard afirmou que Luck havia voltado a treinar mas não estava pronto para retomar as atividades. Em 2 de novembro, os Colts colocaram Andrew no injured reserve, o que significava que ele estava oficialmente fora da temporada daquele ano. Em 11 de novembro, Luck viajou para a Europa para fazer expandir o tratamento do seu ombro direito. Segundo o jogador, progressos foram feitos. Após retornar aos Estados Unidos, Luck adotou um novo programa de tratamento, voltado para lançamento da bola. Ele viajou para Los Angeles para finalizar sua reabilitação. Ballard afirmou, em fevereiro de 2018, que Luck não precisaria de mais cirurgias e estava tendo uma boa recuperação.

#### 2018

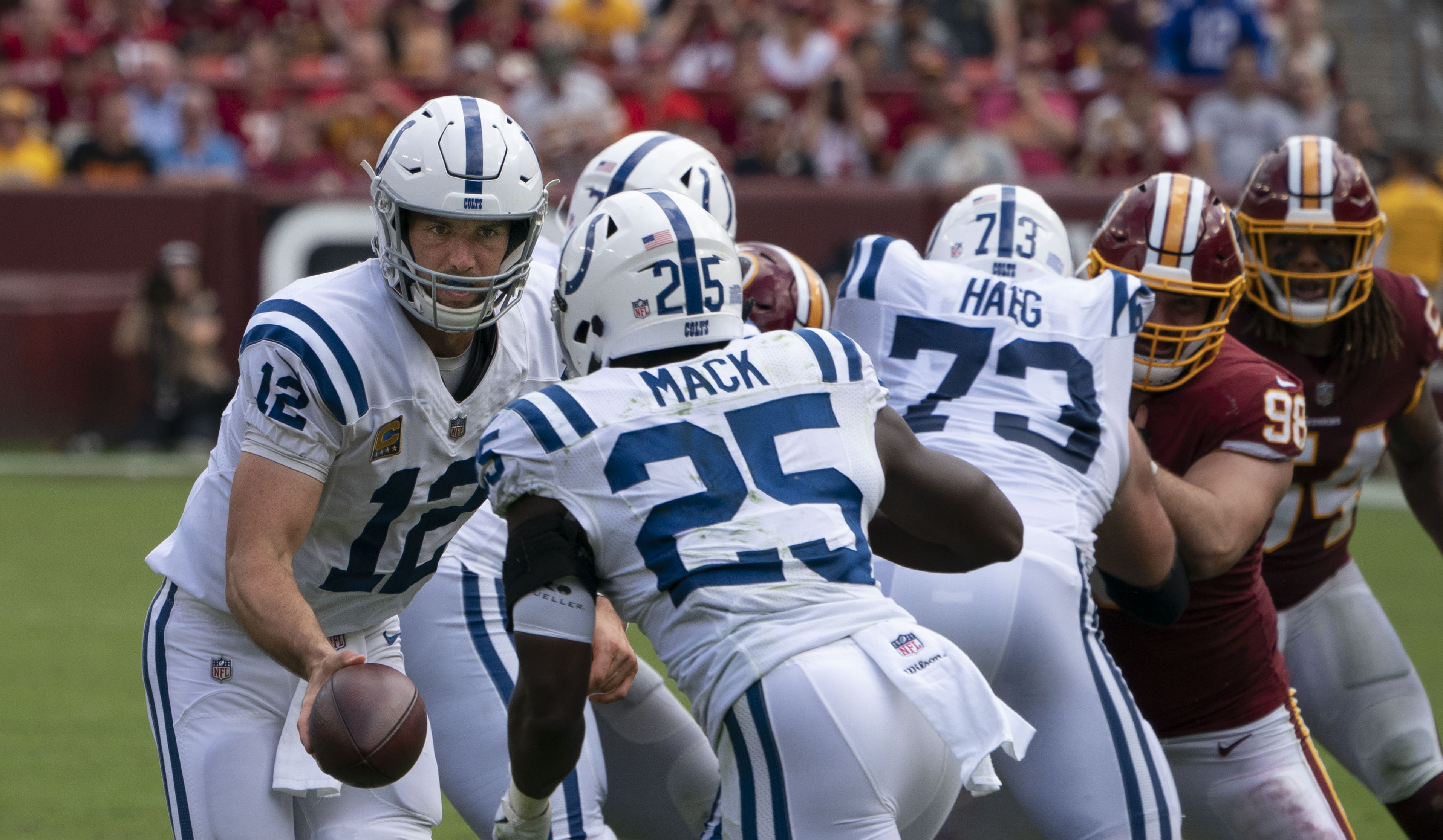
Andrew Luck (na esquerda) entregando a bola para Marlon Mack, em um jogo contra o Washington Redskins, em 2018.

Antes da temporada começar havia muita especulação a respeito do futuro de Andrew Luck. Especialistas e analistas debatiam se ele faria um retorno completo para a temporada de 2018 e, caso jogasse, se sua performance seria de alto nível ou não. Luck estreou normalmente no time titular na semana 1 da temporada, em 9 de setembro de 2018 contra o Cincinnati Bengals, sendo seu primeiro jogo em 616 dias. Ele passou para 319 jardas, dois touchdowns e uma interceptação, estabelecendo também sua melhor marca da carreira com 39 passes completados, mas os Colts acabaram perdendo a partida por 34 a 23. Na semana 3, contra o Philadelphia Eagles, Indianapolis perdia por 20 a 16 com poucos segundos faltando. Luck, que havia lançado para apenas 164 jardas na partida, foi substituído por seu reserva, Jacoby Brissett, para tentar um passe Hail Mary da linha de 46 jardas do seu campo de defesa. Brissett não foi bem sucedido e os Colts perderam a partida. Essa decisão de substituir Andrew na jogada final dividiu opiniões dos fãs e analistas, levando a especulações se o ombro de Luck realmente estava completamente curado, embora o treinador principal, Frank Reich, e o próprio Luck terem afirmado que Brissett havia entrado apenas pelo motivo dele ter um braço mais forte. Na semana seguinte, contra o Houston Texans, Luck lançou para quatro touchdowns e completou cerca de 40 passes de 62 tentados e 464 jardas (estes três últimos sendo as melhores marcas de sua carreira até então). Ele liderou Indianapolis em uma campanha para reverter um placar negativo, de 28 a 10 no terceiro quarto, para o empate no tempo regulamentar. Mas a derrota veio na prorrogação, por 37 a 34, quando o time falhou numa quarta decida. Na semana 5, no Thursday Night Football contra o New England Patriots, ele lançou para 38 de 59 passes para 365 jardas, três TDs e duas interceptações na derrota por 38 a 24. Nas semanas 4 e 5, Luck lançou para 121 passes no total, um recorde da NFL para uma sequência de dois jogos seguidos. Na semana 6, contra o New York Jets, Andrew lançou para 301 jardas, quatro touchdowns e três interceptações na derrota por 42 a 34. De fato, esta foi a quarta derrota seguida do time, a quinta em seis jogos.

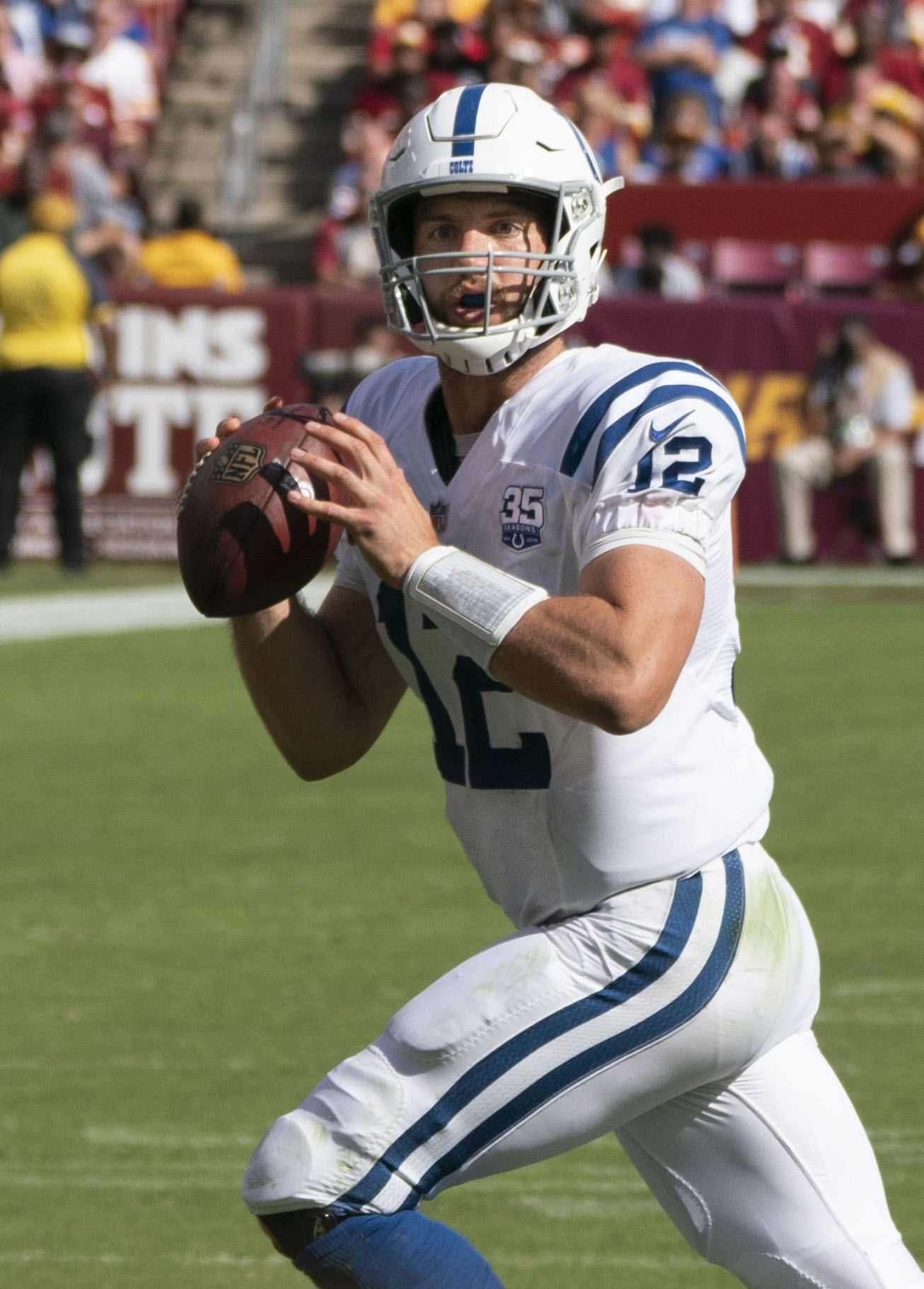
Luck, em setembro de 2018

Após o começo ruim de temporada, com uma vitória e cinco derrotas, Luck e os Colts conseguiram implacar uma sequência de cinco vitórias seguidas. Na semana 7, Andrew lançou para 156 jardas e quatro touchdowns na vitória por 37 a 5 sobre o Buffalo Bills. Nas duas partidas seguintes, em vitórias sobre o Oakland Raiders e o Jacksonville Jaguars, ele lançou para três TDs em ambas as partidas. Na semana 11, Luck completou 23 de 29 passes para 297 jardas e três touchdowns, com um passer rating de 143, numa vitória sobre o Tennessee Titans por 38 a 10, o que lhe rendeu a indicação de Jogador de Ataque da Semana na AFC. Na semana 12, veio outra vitória, desta vez contra o Miami Dolphins, por 27 a 24, sendo o oitavo jogo seguido de Luck com pelo menos três passes para touchdown. Na semana 16, Luck liderou uma virada, a vigésima primeira da carreira, contra o New York Giants, lançando um passe para Chester Rogers com 55 segundos faltando no relógio. Esta vitória deu chances aos Colts para se classificarem para os playoffs. Na semana seguinte, Indianapolis derrotou os Titans, garantindo uma vaga na pós-temporada. Luck terminou o ano com 4 593 jardas lançadas, 39 touchdowns e 15 interceptações. Andrew e os Colts enfrentaram o Houston Texans, o campeão da sua divisão, a AFC South, na rodada de repescagem e conseguiram uma vitória por 21 a 7. Luck passou para 222 jardas nesse jogo, dois TDs e uma interceptação. Na rodada de divisão da pós-temporada, os Colts enfrentaram o campeão da AFC West, o Kansas City Chiefs. Luck passou para 203 jardas e um touchdown, mas o time acabou perdendo por 31 a 13, encerrando assim sua participação nos playoffs.
Ao término da temporada, Luck foi selecionado para o seu quarto Pro Bowl, sendo ainda nomeado com o prêmio Comeback Player of the Year Award pela associação de escritores de futebol [americano] profissional. O prêmio foi dado a Andrew devido a sua performance, após perder dois anos e meio da carreira devido a contusões, tendo um bom ano mesmo contra todas as expectativas.

#### 2019: aposentadoria
Luck se apresentou ao treinamento inter-temporada dos Colts reclamando de uma contusão na panturrilha. O prognóstico inicial não era favorável. Enquanto se tratava, o general manager do time, Chris Ballard, afirmou que uma contusão no tornozelo do atleta foi revelada. O jogador acabou perdendo quase todo o trainning camp e não participou do início da pré-temporada, com rumores de que não começaria jogando na semana 1 da temporada de 2019. Em 24 de agosto de 2019, Andrew Luck informou a direção do Indianapolis Colts que ele iria se aposentar da NFL após perder todo o treinamento. Sua carreira foi marcada de contusões sérias, que o forçou a perder uma temporada inteira em 2017. Durante a conferência de imprensa onde anunciou formalmente sua aposentadoria, ele afirmou: "Eu estive preso neste processo. Não pude viver a vida que queria viver. Isso tirou a alegria deste jogo. A única forma de seguir adiante para mim é me afastar do futebol [americano].  Não foi uma decisão fácil. É a decisão mais difícil da minha vida. Mas é a decisão certa para mim."
Tendo se aposentado na idade de 29 anos, Luck é considerado um dos melhores atletas profissionais a se aposentar precocemente, encerrando sua carreira no seu auge.
Depois de muito poucas aparições públicas e nenhuma entrevista após sua aposentadoria, um artigo publicado no site da ESPN, escrito por Seth Wickersham, em dezembro de 2022, entrou em mais detalhes sobre a decisão de Luck. O ex-jogador esclareceu que, embora suas contusões tenham desempenhado um papel na sua decisão de se aposentar, os hábitos que ele desenvolveu como quarterback na NFL criaram problemas com sua esposa Nicole e ele acabou escolhendo seu casamento em vez de sua carreira na liga.

### Números

#### Temporada regular
| 2012 | Indianapolis Colts | 16                    | 339                   | 627                   | 54,1%                 | 4 374                 | 7,0                   | 23                    | 18                    | 76,5                  | 62                    | 255                   | 4,1                   | 5                     | 10                    | 5                     |                       |                       |                       |                       |
| 2013 | Indianapolis Colts | 16                    | 343                   | 570                   | 60,2%                 | 3 822                 | 6,7                   | 23                    | 9                     | 87,0                  | 63                    | 377                   | 6,0                   | 4                     | 6                     | 2                     |                       |                       |                       |                       |
| 2014 | Indianapolis Colts | 16                    | 380                   | 616                   | 61,7%                 | 4 761                 | 7,7                   | 40                    | 16                    | 96,5                  | 64                    | 273                   | 4,3                   | 3                     | 13                    | 6                     |                       |                       |                       |                       |
| 2015 | Indianapolis Colts | 7                     | 162                   | 293                   | 55,3%                 | 1 881                 | 6,4                   | 15                    | 12                    | 74,9                  | 33                    | 196                   | 5,9                   | 0                     | 3                     | 1                     |                       |                       |                       |                       |
| 2016 | Indianapolis Colts | 15                    | 346                   | 545                   | 63,5%                 | 4 240                 | 7,8                   | 31                    | 13                    | 96,4                  | 64                    | 341                   | 5,3                   | 2                     | 5                     | 4                     |                       |                       |                       |                       |
| 2017 | Indianapolis Colts | Não jogou – Machucado | Não jogou – Machucado | Não jogou – Machucado | Não jogou – Machucado | Não jogou – Machucado | Não jogou – Machucado | Não jogou – Machucado | Não jogou – Machucado | Não jogou – Machucado | Não jogou – Machucado | Não jogou – Machucado | Não jogou – Machucado | Não jogou – Machucado | Não jogou – Machucado | Não jogou – Machucado | Não jogou – Machucado | Não jogou – Machucado | Não jogou – Machucado | Não jogou – Machucado |
| 2018 | Indianapolis Colts | 16                    | 430                   | 639                   | 67,3%                 | 4 593                 | 7,2                   | 39                    | 15                    | 98,7                  | 46                    | 148                   | 3,2                   | 0                     | 6                     | 1                     |                       |                       |                       |                       |
|      | Total              | 86                    | 2 000                 | 3 290                 | 60,8%                 | 23 671                | 7,2                   | 171                   | 83                    | 89,5                  | 332                   | 1, 590                | 4,8                   | 14                    | 44                    | 20                    |                       |                       |                       |                       |

#### Playoffs
| Temporada | Time               | Jogos | Jogos | Passando a bola | Passando a bola | Passando a bola | Passando a bola | Passando a bola | Passando a bola | Passando a bola | Passando a bola | Correndo | Correndo | Correndo | Correndo | Fumbles | Fumbles  |
| Temporada | Time               | J     | V     | Comp            | Ten             | Pct%            | Jardas          | Média           | TD              | Int             | Rating          | Ten      | Jardas   | Média    | TD       | FUM     | Perdidos |
| --------- | ------------------ | ----- | ----- | --------------- | --------------- | --------------- | --------------- | --------------- | --------------- | --------------- | --------------- | -------- | -------- | -------- | -------- | ------- | -------- |
| 2012      | Indianapolis Colts | 1     | 0     | 28              | 54              | 51,9%           | 288             | 5,3             | 0               | 1               | 59,8            | 4        | 35       | 8,8      | 0        | 1       | 1        |
| 2013      | Indianapolis Colts | 2     | 1     | 49              | 86              | 57%             | 774             | 9,0             | 6               | 7               | 76,4            | 8        | 50       | 6,2      | 0        | –       | –        |
| 2014      | Indianapolis Colts | 3     | 2     | 70              | 120             | 56,5%           | 767             | 6,4             | 3               | 4               | 71,8            | 8        | 57       | 6,5      | 0        | –       | –        |
| 2018      | Indianapolis Colts | 2     | 1     | 38              | 68              | 55,9%           | 425             | 6,3             | 3               | 1               | 83,3            | 10       | 46       | 4,6      | 0        | 1       | 1        |
|           | Total              | 8     | 4     | 185             | 328             | 56,4%           | 2 254           | 6,9             | 12              | 13              | 73,4            | 30       | 188      | 6,3      | 0        | 2       | 2        |

### Recordes na NFL
- Maior quantidade de jardas aéras conseguidas em um único por um quarterback novato: 433 (contra o Miami Dolphins) (4 de novembro de 2012)[123]
- Maior quantidade de jardas aéreas conquistadas por um quarterback novato: 4 374[124]
- Maior quantidade de jogos com 300 ou mais jardas em seu primeiro ano
- Maior quantidade de vitórias por um QB em sua primeira temporada que foi ecolhido em primeiro lugar no Draft (11)
- Maior quantidade de game-winning drives (campanha para vitória) por um quarterback novato (7)[125]
- Maior quantidade de viradas no quarto período por um quarterback novato (6)[126]
- Maior quantidade de jardas lançadas por um quarterback em suas primeiras duas temporadas (8 196)[127]
- Maior quantidade de jardas lançadas por um quarterback em suas primeiras três temporadas (12 688)[77]
- Maior quantidade de jardas lançadas por um quarterback em seus cinco primeiros jogos de pós-temporada (1 703)[128]
- Maior sequência de jogos fora de casa com 350 ou mais jardas aéreas (5)[75]
- Quinta maior quantidade de jardas lançadas em um jogo de (443) (rodada de repescagem, contra o Kansas City Chiefs, em 4 de janeiro de 2014).[67]
- Primeiro quarterback a lançar para 370 ou mais jardas, 4 touchdowns e ter um percentual de acerto nos passes de 70% ou mais em jogos consecutivos[17]
- Terceiro jogador a lançar mais de 3 000 jardas nos primeiros nove jogos, junto com Peyton Manning e Drew Brees (duas vezes)[129]
- Maior quantidade de jardas lançadas por um quarterback do Indianapolis Colts numa temporada (4 761, em 2014)[130]

## Patrocínios
Em março de 2012, Nike, Inc. assinou um contrato com Andrew Luck.
Em setembro de 2013, Luck se tornou um parceiro e investidor na BodyArmor SuperDrink.